# Christophe Colomb (mini-série)
Pour les articles homonymes, voir Christophe Colomb (homonymie).
Christophe Colomb (italien : Cristoforo Colombo ; anglais : Christopher Columbus) est une mini-série historique franco-ouest-germano-américano-italienne en quatre épisodes de 320 minutes au total, réalisée par Alberto Lattuada et diffusée en Italie à partir du 7 mars 1985 sur Rai 1.

## Fiche technique
- Titre français : Christophe Colomb
- Titre original italien : Cristoforo Colombo
- Titre original anglais et allemand : Christopher Columbus
- Réalisation : Alberto Lattuada
- Scénario : Adriano Bolzoni, Alberto Lattuada, Tullio Pinelli, Vittorio Giacci, Laurence Heath
- Photographie : Gianlorenzo Battaglia, Franco Di Giacomo
- Montage : Russell Lloyd
- Musique : Riz Ortolani
- Décors : Mario Chiari
- Costumes : Maria De Matteis, Enrico Luzzi
- Sociétés de production : Lorimar Productions, RAI-Televisione Italiana, Clesi Cinematografica, Antenne 2, Bavaria Atelier
- Pays de production :  France -  Italie -  Allemagne de l'Ouest -  États-Unis
- Langue de tournage : anglais
- Format : Couleur - 1,33:1 - Son mono - 35 mm
- Genre : Film historique
- Durée : 320 minutes
- Date de diffusion :
  - Italie : du 7 mars 1985 au 28 mars 1985 sur Rai 1[1]
  - France : 2012 (DVD)

## Distribution
- Gabriel Byrne : Christophe Colomb
- Rossano Brazzi : Diogo Ortiz de Vilhegas
- Virna Lisi : Dona Moniz Perestrello
- Oliver Reed : Martín Alonso Pinzón
- Raf Vallone : José Vizinho (pt)
- Max von Sydow : Jean II
- Eli Wallach : Hernando de Talavera (es)
- Nicol Williamson : Ferdinand le Catholique
- Faye Dunaway : Isabelle la Catholique
- Michel Auclair : Louis de Santangel
- William Berger :  Francisco de Bobadilla
- Keith Buckley (en) : De Torres
- Mark Buffery : Bartolomeo Colomb
- Anne Canovas : Beatriz Enriquez
- Elpidia Carrillo :  Coana
- Massimo Girotti : Duc de Medinaceli
- Larry Lamb : Don Castillo
- Stefano Madia : Federico
- Audrey Matson : Dona Felipa Perestrello
- Murray Melvin : Padre Linares
- Jack Watson : Padre Marchena
- Patrick Bauchau : Don Rodrigo
- Salvatore Borgese : Juan
- Scott Coffey : Vallejo
- Cyrus Elias : Alaminos
- Francesco Lattuada : De Triana
- Iris Peynado : Selina
- Erik Schumann : Benguela
- Gregory Snegoff (en) : Francisco Pinzon
- Hal Yamanouchi : Guacanabo (es)